# Liste der Baudenkmäler in Pürgen
Auf dieser Seite sind die Baudenkmäler in der oberbayerischen Gemeinde Pürgen zusammengestellt. Diese Tabelle ist eine Teilliste der Liste der Baudenkmäler in Bayern. Grundlage ist die Bayerische Denkmalliste, die auf Basis des Bayerischen Denkmalschutzgesetzes vom 1. Oktober 1973 erstmals erstellt wurde und seither durch das Bayerische Landesamt für Denkmalpflege geführt wird. Die folgenden Angaben ersetzen nicht die rechtsverbindliche Auskunft der Denkmalschutzbehörde.

## Baudenkmäler nach Ortsteilen

### Pürgen
| Lage                               | Objekt                            | Beschreibung | Akten-Nr.     | Bild                  |
| ---------------------------------- | --------------------------------- | --- | ------------- | --------------------- |
| Am Herrenberg 1 (Standort)         | Pfarrhaus                         | Putzbau mit Walmdach, 1747 | D-1-81-141-2  | Pfarrhaus             |
| Am Herrenberg 7 (Standort)         | Grenzsteine                       | zwei Markierungssteine aus Granit, bezeichnet „120“ bzw. „GB“; bei Am Herrenberg 7 | D-1-81-141-23 | Grenzsteine           |
| Am Lindenberg 2 (Standort)         | Ehemaliges Bauernhaus             | zum Teil verputzter Ständerbau mit abgeschlepptem Satteldach, Kern 2. Hälfte 17. Jahrhundert | D-1-81-141-3  | weitere Bilder        |
| In Pürgen (Standort)               | Lourdes-Grotte                    | Tuffsteinanlage modern überdacht, 1896; bei Am Herrenberg 22 | D-1-81-141-22 | Lourdes-Grotte        |
| Jägerstraße 3 (Standort)           | Ehemaliges Bauernhaus             | Satteldachbau mit verschaltem Steilgiebel und Stüberlvorbau, Kern 17./18. Jahrhundert; Erweiterung nach Westen 1. Hälfte 19. Jahrhundert | D-1-81-141-4  | Ehemaliges Bauernhaus |
| Nähe Landsberger Straße (Standort) | Grenzstein                        | gerundeter Tuffquader, wohl bezeichnet CLL 1689; 100 Meter südostwärts Thalhofen, an der Staatsstraße nach Landsberg | D-1-81-141-7  | weitere Bilder        |
| Von-Pfetten-Straße 5 (Standort)    | Bauernhaus                        | stattlicher Satteldachbau, einseitig halb abgewalmt, errichtet über einem Wirtschaftsbau des 1835 abgebrochenen Hofmarkschlosses, um 1835 | D-1-81-141-5  | Bauernhaus            |
| Von-Pfetten-Straße 36 (Standort)   | Ehemaliges Bauernhaus             | einseitig abgeschleppter Satteldachbau, im Kern 1. Hälfte 18. Jahrhundert | D-1-81-141-6  | Ehemaliges Bauernhaus |
| Weilheimer Straße 10 (Standort)    | Katholische Pfarrkirche St. Georg | Saalbau mit eingezogenem Polygonalchor und Chorflankenturm, Turm ehemaliger Chorscheitelturm 2. Hälfte 14. Jahrhundert, Kirchenbau von 1500, im Inneren barockisiert 17./18. Jahrhundert; mit Ausstattung; Friedhofsmauer, ziegelgedeckte Mauer, bezeichnet 1668 | D-1-81-141-1  | weitere Bilder        |
| Weilheimer Straße 25 (Standort)    | Ehemaliges Bauernhaus             | stattlicher Satteldachbau, einseitig halb abgewalmt, frühes 19. Jahrhundert, Umbau nach 1880 | D-1-81-141-24 | Ehemaliges Bauernhaus |

### Lengenfeld
| Lage                           | Objekt                                | Beschreibung                                                                                              | Akten-Nr.     | Bild           |
| ------------------------------ | ------------------------------------- | --- | ------------- | -------------- |
| Aufschlagfeld (Standort)       | Feldkapelle                           | kleiner Rechteckbau aus hellen Ziegeln mit weit vorgezogenem Satteldach, 1884; am Kirchenweg nach Stoffen | D-1-81-141-10 | Feldkapelle    |
| Schulstraße 1 (Standort)       | Katholische Filialkirche St. Nikolaus | Saalbau mit eingezogenem halbrundem Chor und Westturm, von Lorenz Sappl, um 1755; mit Ausstattung         | D-1-81-141-8  | weitere Bilder |
| St.-Wendelin-Straße (Standort) | Bildstock                             | Tuffpfeiler mit Laternenaufsatz, wohl noch 18. Jahrhundert; 600 Meter südostwärts der Kirche              | D-1-81-141-9  | weitere Bilder |

### Stoffen
| Lage                                        | Objekt                                                                | Beschreibung | Akten-Nr.     | Bild                                                                  |
| ------------------------------------------- | --------------------------------------------------------------------- | --- | ------------- | --------------------------------------------------------------------- |
| In Stoffen (Standort)                       | Stadel                                                                | ehemaliger Zehentstadel des Klosters Andechs, stattlicher Halbwalmdachbau, 18. Jahrhundert | D-1-81-141-16 | weitere Bilder                                                        |
| Kirchenstraße 2; Kirchenstraße 6 (Standort) | Katholische Pfarrkirche Mariä Heimsuchung                             | Saalbau mit eingezogenem Polygonalchor und Chorflankenturm, Langhaus und Turm im Kern spätgotisch, Chorneubau und Barockisierung des Langhauses um 1740; mit Ausstattung; Teile der Friedhofsmauer, auf der Nord-, West- und Ostseite niedrige Mauer mit satteldachförmiger Ziegelabdeckung, 17./18. Jahrhundert | D-1-81-141-11 | Katholische Pfarrkirche Mariä Heimsuchung                             |
| Pitzlinger Straße 17 (Standort)             | Katholische Kapelle Unseres Herren Ruhe, sogenannte „Schwedenkapelle“ | einschiffiger Satteldachbau mit eingezogenem halbrundem Chor, 1697, estturm und Vorzeichen 1862; mit Ausstattung | D-1-81-141-12 | Katholische Kapelle Unseres Herren Ruhe, sogenannte „Schwedenkapelle“ |
| Sportplatzstraße 1 (Standort)               | Pfarrhaus                                                             | Putzbau mit Steilsatteldach, erbaut 1686 | D-1-81-141-13 | Pfarrhaus                                                             |
| Stadler Straße 3 (Standort)                 | Zwei Medaillonmalereien                                               | um 1800 | D-1-81-141-14 | weitere Bilder                                                        |
| Stadler Straße 4 (Standort)                 | Ehemaliges Gasthaus                                                   | zweigeschossiger Mansard-halbwalmdachbau mit verkröpftem Traufgesims, gegen 1800 | D-1-81-141-15 | weitere Bilder                                                        |

### Ummendorf
| Lage                           | Objekt                               | Beschreibung | Akten-Nr.     | Bild                                 |
| ------------------------------ | ------------------------------------ | --- | ------------- | ------------------------------------ |
| In Ummendorf (Standort)        | Katholische Kapelle Maria Hilf       | kleiner Satteldachbau mit eingezogenem halbrundem Chor, 1852; mit Ausstattung; am südlichen Ortsausgang                 | D-1-81-141-18 | weitere Bilder                       |
| Pitzlinger Straße 1 (Standort) | Ehemaliges Bauernhaus                | stattlicher Satteldachbau mit Putzgliederung und Aufzugsöffnungen am Giebel, um 1820/30                                 | D-1-81-141-21 | weitere Bilder                       |
| Pitzlinger Straße 2 (Standort) | Katholische Filialkirche St. Michael | Saalbau mit halbrunder Apsis und Chorflankenturm, im Kern 2. Hälfte 14. Jahrhundert, barockisiert 1698; mit Ausstattung | D-1-81-141-17 | Katholische Filialkirche St. Michael |
| Rosenstraße 5 (Standort)       | Ehemaliges Bauernhaus                | Satteldachbau mit verschaltem Giebel und Resten von Bemalung am Dachüberstand, 17./18. Jahrhundert                      | D-1-81-141-19 | weitere Bilder                       |
| Stoffener Straße 20 (Standort) | Ehemalige Dorfschmiede               | eingeschossiger Satteldachbau mit halbrunden Lüftungsöffnungen im Giebelfeld, 2. Viertel 19. Jahrhundert                | D-1-81-141-20 | weitere Bilder                       |